# Die Hard/Acid Queen
Die Hard/Acid Queen è un singolo pubblicato nel 1983 dal gruppo heavy metal britannico Venom, su etichetta Neat Records.

## Tracce
Lato A
1. Die Hard - 03:02

Lato B
1. Acid Queen - 02:28

## Formazione
- Conrad "Cronos" Lant - voce, basso
- Jeffrey "Mantas" Dunn - chitarra
- Anthony "Abaddon" Bray - batteria